# Parque Merveilleux
El Parc Merveilleux es un parque temático y zoológico situado al este de Bettemburgo, en el sur de Luxemburgo. Diseñado sobre todo para los niños, el parque cuenta con una amplia gama de lugares de interés como aves exóticas, animales en su hábitat natural, un rancho de caballos, un ferrocarril en miniatura, coches para niños de alquiler sin conductor, zonas de juegos, escenas de cuentos de hadas, un restaurante y una cafetería. El parque está abierto todos los días de Pascua hasta principios de octubre.